# Разыграев, Сергей Николаевич
Сергей Николаевич Разыграев (род. 23 февраля 1952, Калининград, Калининградская область) — российский военачальник, начальник штаба — первый заместитель командующего войсками Командования специального назначения (2002—2008), командующий войсками Командования специального назначения (2008—2009), начальник противовоздушной обороны — заместитель главнокомандующего Военно-воздушными силами по противовоздушной обороне (2009—2011), генерал-лейтенант.

## Биография
Родился 23 февраля 1952 года в городе Калининград Калининградской области.
В 1974 году окончил Минское высшее инженерное зенитное ракетное училище ПВО. После окончания училища в 1974—1978 годах служил заместителем командира зенитной ракетной батареи по технической части, а затем командиром батареи в частях 1-й армии ПВО особого назначения ордена Ленина Московского округа ПВО. В 1981 году с отличием окончил Военную командную академию ПВО имени Г.К. Жукова.
По окончании академии продолжил службу в частях 1-й Краснознамённой (с 1982 года) армии ПВО особого назначения. В 1981—1988 годах — начальник штаба зенитного ракетного дивизиона, командир зенитного ракетного дивизиона, заместитель командира зенитного ракетного полка и командир зенитного ракетного полка. В 1988-1992 годах — заместитель командира дивизии ПВО.
В 1992—1993 годах — командир 4-й дивизии ПВО 10-й отдельной армией ПВО на острове Новая Земля (штаб дивизии — в посёлке Белушья Губа Архангельской области). В 1995 году окончил Военную академию Генерального штаба Вооруженных сил РФ.
В 1995—1998 годах — начальник направления боевой подготовки Войск ПВО.
В 1998—2002 годах — командир 21-го корпуса ПВО (штаб корпуса — в городе Североморск Мурманской области).
С сентября 2002 по июль 2008 года — начальник штаба — первый заместитель командующего войсками Командования специального назначения (КСпН) ВВС России, образованного на базе переформированного Московского округа ВВС и ПВО.
С 26 июля 2008 по 22 мая 2009 года — командующий войсками Командования специального назначения.
С марта 2009 по май 2011 года — начальник противовоздушной обороны — заместитель главнокомандующего Военно-воздушными силами по противовоздушной обороне.
Указом Президента Российской Федерации от 22 мая 2011 года освобождён от занимаемой должности и уволен с военной службы.
Живёт Москве. 
Лауреат премии Правительства Российской Федерации (17.12.2012 – за значительный вклад в развитие Военно-воздушных сил).
Генерал-майор (05.05.1995).
Генерал-лейтенант.

## Награды
- орден «За военные заслуги» (23.02.1998);
- орден «За службу Родине в Вооружённых Силах СССР» III степени;
- медали СССР и Российской Федерации;
- премия Правительства Российской Федерации за значительный вклад в развитие Военно-воздушных сил (17 декабря 2012) — за организацию и руководство строительством и развитием Военно-воздушных сил на соответствующих командных должностях[3].